# Abu al-Qasim al-Zahravi

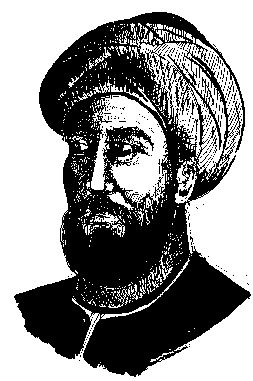

Abu al-Qasim Khalaf ibn al-Abbas al-Zahravi of Abul Qasim Khalaf ibn al-Abbas al-Zahravi, in de westerse wereld ook wel Abulcasis genoemd, (Al-Zahra, 936 — aldaar, 1013) was een beroemd Arabisch filosoof, arts en tandheelkundige.
Abu al-Qasim al-Zahravi werd geboren in de buurt van het Zuid-Spaanse Córdoba. Hij werd een van de bekendste chirurgen in moslimgebied en arts van koning Al-Hakam II van Spanje. Na een lange medische carrière, en vele significante en originele boekwerken van zijn hand, overleed hij in 1013.
Zijn voornaamste werk is een gedetailleerd boek over chirurgie en medicijnen, genaamd de Tasrif ('de verzameling'). Het boek is vele malen vertaald in het Latijn en andere talen.
Zie ook: Oosterse filosofie · Antieke filosofie · Moderne filosofie · Postmoderne filosofie · Portaal filosofie
- Bibsys: 6020064
- Bibliothèque nationale de France: cb12086406q (data)
- Catàleg d'autoritats de noms i títols de Catalunya: 981058602689106706
- Gemeinsame Normdatei: 118816063
- International Standard Name Identifier: 0000 0001 1850 335X
- Library of Congress Control Number: n80103641
- Nationale Bibliotheek van Tsjechië: mzk2015879469
- Nationale Bibliotheek van Israël: 987007586348205171
- Nationale Bibliotheek van Polen: a0000001734007
- Nederlandse Thesaurus van Auteursnamen: 07087588X
- Istituto Centrale per il Catalogo Unico: SBLV278705
- LIBRIS: 175688
- Système universitaire de documentation: 029184371
- TDVİA: zehravi
- Virtual International Authority File: 56636061
- WorldCat: E39PBJwxKt38fP6xgV8gCcxMT3